# Weilbacher Kiesgruben
Weilbacher Kiesgruben este o arie protejată (arie specială de conservare — SAC, sit de importanță comunitară — SCI) din Germania întinsă pe o suprafață de 56,69 ha, integral pe uscat.

## Localizare
Centrul sitului Weilbacher Kiesgruben este situat la coordonatele 50°03′01″N 8°27′29″E / 50.0503°N 8.4581°E.

## Înființare
Situl Weilbacher Kiesgruben a fost declarat sit de importanță comunitară în iulie 2001 pentru a proteja 5 specii de animale. Situl a fost protejat și ca arie specială de conservare în martie 2008.

## Biodiversitate
Situată în ecoregiunea continentală, aria protejată conține 2 habitate naturale: Ape puternic oligomezotrofe cu vegetație bentonică cu Chara spp., Lacuri eutrofice naturale cu vegetație de tip Magnopotamion sau Hydrocharition.
La baza desemnării sitului se află mai multe specii protejate:
- păsări (4): pescăruș albastru (Alcedo atthis), Charadrius dubius curonicus, gaia neagră (Milvus migrans), gaia roșie (Milvus milvus)
- amfibieni (1): triton cu creastă (Triturus cristatus)

Pe lângă speciile protejate, pe teritoriul sitului au mai fost identificate 1 specie de plante, 3 specii de amfibieni, 3 specii de mamifere.